# Stadionul SRC Mladost, Čakovec
Stadionul SRC Mladost este amplasat în Čakovec, Croația. Capacitatea aproximativă a stadionului este de 8.000 de locuri.
Stadionul este deținut de orașul Čakovec și utilizat în principal pentru meciuri de fotbal și diverse evenimente de atletism. Cluburile de fotbal care folosesc în prezent stadionul sunt NK Čakovec și NK Međimurje. Ocazional, este, de asemenea, folosit ca scenă pentru concerte și evenimente similare.
Stadionul a fost construit la mijlocul anilor 1980 pentru Universiada de Vară din 1987. Complexul include, de asemenea, mai multe terenuri de sport, o sală de sport și o piscină.
Inițial, stadionul a avut doar aproximativ 1.500 de locuri. După prima promoție a echipei NK Međimurje în Prima Ligă Croată în 2004, capacitatea stadionului a fost extinsă de la 1.500 la 5.000 de locuri. În aprilie și mai 2009, stadionul a fost, de asemenea, echipat cu iluminat ambiental și o tabelă de marcaj digitală.

## Meciuri internaționale
| Data            | Tip    | Echipe                        | Scor |
| --------------- | ------ | ----------------------------- | ---- |
| 26 martie 1996  | amical | Croația U-21 vs Israel U-21   | 0-0  |
| 24 martie 1998  | amical | Croația U-21 vs Slovacia U-21 | 4-1  |
| 24 aprilie 2001 | amical | Croația U-21 vs Grecia U-21   | 2-2  |
| 26 martie 2008  | amical | Croația U-21 vs Ungaria U-21  | 3-1  |